# Vortum
Diogo Couto (22 de setembro de 2002), conhecido pelo pseudónimo Vortum, é um jogador profissional português de League of Legends.

## Carreira
Vortum estreou-se no cenário competitivo em dezembro de 2019 pela Dynamic Bloom, passando por várias equipas de Tier 2 na Europa antes de ingressar na GTZ Bulls em janeiro de 2021. Em junho de 2022 transferiu-se para a EGN Esports, onde conquistou a Taça de Portugal de Esports em 2023. Após uma breve passagem pela BWE Esports, regressou à EGN em janeiro de 2024. Em outubro de 2024 assinou com a Dynasty, participando no EMEA Masters Winter Split.

## Competições participadas
| Ano  | Torneio                                        | Equipa      | Resultado      |
| ---- | ---------------------------------------------- | ----------- | -------------- |
| 2022 | Campeonato Nacional de LoL (2022 Summer Split) | GTZ Bulls   | 4.º lugar      |
| 2023 | Campeonato Nacional de LoL (2023 Spring Split) | EGN Esports | Play-offs      |
| 2023 | Taça de Portugal de Esports                    | EGN Esports | Campeão        |
| 2024 | LPLOL Spring Split                             | EGN Esports | Play-offs      |
| 2024 | EMEA Masters Summer Split                      | Dynasty     | Fase de grupos |
| 2024 | LPLOL Summer Split                             | Dynasty     | Play-offs      |

## Equipas
| Período             | Equipa               | Referência |
| ------------------- | -------------------- | ---------- |
| dez 2019 – abr 2020 | Dynamic Bloom        | [ 10 ]     |
| abr 2020 – mai 2020 | Dynamic Aether       | [ 11 ]     |
| mai 2020 – jul 2020 | KeepDreaming Esports | [ 12 ]     |
| dez 2020 – abr 2022 | GTZ Bulls            | [ 13 ]     |
| jun 2022 – dez 2023 | EGN Esports          | [ 14 ]     |
| set 2023 – dez 2023 | BWE Esports          | [ 15 ]     |
| jan 2024 – out 2024 | EGN Esports          | [ 16 ]     |
| out 2024 – presente | Dynasty              | [ 17 ]     |

## Estatísticas e prémios
- Partidas jogadas: 132 (Tier 2 EMEA)[18]
- Taxa de vitória: 56,7%[19]
- Total estimado em prémios: ≈ 2 231 USD[20]